# Arnoldas Burkovskis
Arnoldas Burkovskis (* 4. Dezember 1967 in Klaipėda) ist ein litauischer Bankmanager, ehemaliger Politiker, stellvertretender Wirtschaftsminister Litauens, Stellvertreter des Ministers Dainius Kreivys.

## Leben
Nach dem Abitur an der 3. Sekundarschule in Baldininkai der Stadt Jonava absolvierte Burkovskis das Diplomstudium der Physik an der Vilniaus universitetas (VU) sowie danach das Masterstudium der Wirtschaft an der International Business School der VU. Von 2005 bis 2008 bildete er sich weiter in  Amsterdam am Finanzinstitut in den Niederlanden.
Ab 1992 arbeitete Burkovskis in der Bank AB  „Hermis“, „E energija“ „Šiaulių banko investicijų valdymas“,  „Arthur Andersen“ etc. Danach war er Berater des Wirtschaftsministers Dainius Kreivys und von 2009 bis 2010 stellvertretender Wirtschaftsminister. Sein Nachfolger wurde Daumantas Lapinskas. Von September 2010 bis März 2011 war Burkovskis Vorstandsvorsitzender und Verwaltungsleiter der litauischen Bank „Turto bankas“.
Seit April  2011 ist er Generaldirektor des staatlichen Unternehmens Valstybės įmonė „Turto bankas“.
Burkovskis ist geschieden und hat einen Sohn.